# Ribonucleïnezuur

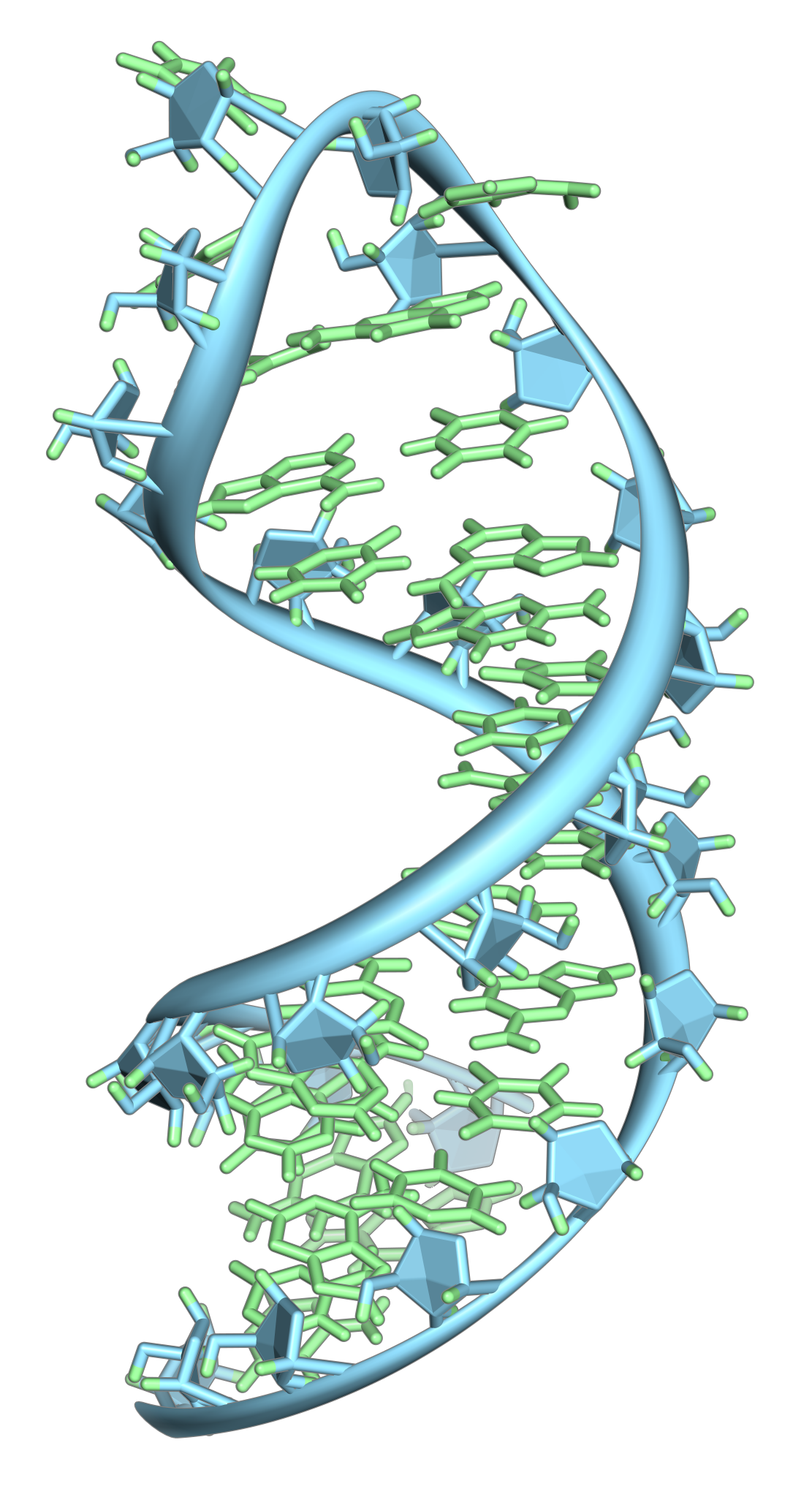
Een driedimensionale vouwing van een enkele streng pre-mRNA. Nucleobasen (groen) zijn verbonden aan een keten van fosfaatribose (blauw).

Ribonucleïnezuur, vaak afgekort als RNA, is een nucleïnezuur, een biologisch macromolecuul dat essentieel is voor de regeling van cellulaire processen in alle bekende levensvormen. RNA lijkt qua chemische structuur sterk op DNA, en net als DNA is RNA opgebouwd uit een lange keten van nucleotiden. Ook DNA is een nucleïnezuur.
RNA speelt een belangrijke rol in het coderen, overbrengen, reguleren en tot expressie brengen van genen. In de transcriptie en translatie is RNA van centraal belang. Een van de bekendste vormen van RNA, messenger-RNA (mRNA), wordt geproduceerd tijdens de transcriptie: het proces waarbij een stuk DNA wordt overgeschreven naar een RNA-kopie. De volgorde van de nucleotiden (met de vier basen cytosine, guanine, adenine en uracil) in het mRNA bevat genetische instructies voor de synthese van eiwitten. 
Een RNA-molecuul is enkelstrengs. De meeste RNA-moleculen, waaronder mRNA, tRNA en rRNA bevatten zelfcomplementaire sequenties die ervoor zorgen dat het RNA met zichzelf waterstofbruggen kan vormen en zo met zichzelf kan basenparen, waardoor het in lokale elementen wordt opgevouwen. Deze structuren bestaan niet uit lange dubbele helices zoals in DNA, maar uit verzamelingen van korte helices die zijn samengepakt en hierdoor erg lijken op eiwitten. Op deze manier kunnen RNA-moleculen een katalytische rol spelen in reacties.

## Verschillen tussen DNA en RNA

Schema van enkelstrengs RNA en een dubbelstrengs DNA met hun overeenkomsten en verschillen

De chemische structuur van RNA is vergelijkbaar met die van DNA, zij het met enkele verschillen:
- In een levende cel is RNA doorgaans enkelstrengs, en bestaat uit een veel kortere keten van nucleotiden.[3] RNA kan driedimensionale structuren aannemen wanneer het zelfcomplementaire sequenties bevat. Dubbelstrengs RNA komt ook voor in het genetisch materiaal van sommige RNA-virussen, en speelt in planten een rol bij de afweer.
- Een RNA-nucleotide bevat het suiker ribose in plaats van desoxyribose in DNA. Dit wil zeggen dat er een OH-groep aan het tweede C-atoom is gebonden in een RNA-nucleotide. In een DNA-nucleotide is deze afwezig. De hydroxylgroepen aan de ribose-ruggengraat maken een RNA-molecuul gevoeliger voor hydrolyse.
- RNA bevat de stikstofbase uracil (U) in plaats van thymine (T) bij DNA. Uracil is een niet-gemethyleerde vorm van thymine. Tegenover uracil en thymine ligt de base adenine.

## Vormen van RNA
| naam                    | afko        | toelichting |
| ----------------------- | ----------- | --- |
| messenger-RNA           | mRNA        | wordt gebruikt als coderend molecuul bij de translatie. Pre-mRNA is het RNA zoals het eruitziet direct na de transcriptie van een gen dat codeert voor een eiwit. Door middel van RNA-processing wordt het pre-mRNA bewerkt tot mRNA. Pre-mRNA kan zowel introns (niet-coderende delen) als exons (coderende delen) bevatten. Door middel van splicing worden de introns uit het RNA 'gesplitst'. |
| ribosomaal RNA          | rRNA        | vormt het belangrijkste bestanddeel van ribosomen. Ribosomen zijn in staat tijdens de translatie mRNA af te lezen en de aminozuren van eiwitten aan elkaar te koppelen. |
| transfer-RNA            | tRNA        | speelt tijdens de translatie een rol als drager van aminozuren. tRNA bevat een anticodon waarmee het in het ribosoom tijdelijk kan binden met een bijbehorend codon op het mRNA. |
| microRNA                | miRNA       | speelt een rol bij de regulatie van genen |
| small interfering RNA   | siRNA       | klein interfererend RNA bestaat uit 20 tot 25 nucleotiden lang RNA dat ook de expressie van genen beïnvloedt |
| small nuclear RNA       | snRNA       | speelt een rol bij de regulatie van splicing (U1, U2, U4, U5 en U6 RNA), de regulatie van transcriptie elongatie (7SK RNA) of de regulatie van de activiteit van RNA-polymerase II (B2 RNA). De meeste snRNA's worden gesynthetiseerd door RNA-polymerase II, enkele door RNA-polymerase III (7SK, B2, U6)                                                                                        |
| RNA-primers             | RNA-primers | worden gebruikt bij het starten van DNA-polymerase op de volgende streng (lagging strand) |
| double stranded RNA     | dsRNA       | RNA dat net als DNA basenparen kent, maar dan als RNA |
| non coding RNA          | ncRNA       | verzamelnaam voor RNA-moleculen die niet getransleerd worden in eiwitten, waaronder ook long non-coding RNA (lncRNA) |
| small cytoplasmatic RNA | scRNA       | klein cytoplasmatisch RNA |
| guide-RNA               | gRNA        | gids-RNA |
| piwi interacting RNA    | piRNA       | RNA die met PIWI-eiwitten interacteren die een rol spelen bij het epigenetische uitschakelen van transposons in de gameten en stamcellen. Deze strengen hebben een lengte van ongeveer 24-35 baseparen. |
| rasiRNA                 | rasiRNA     | dubbelstreng RNA dat gen-silencing veroorzaakt |
| short hairpin RNA       | shRNA       | kort haarspeld-RNA |
| heterogeen nucleair RNA | pre-mRNA    | onbewerkte messenger RNA (mRNA) zoals dat direct na de transcriptie wordt geproduceerd |
| heterogeen nucleair RNA | hnRNA       | onbewerkte messenger RNA (mRNA) zoals dat direct na de transcriptie wordt geproduceerd |

### Virus
Een virus kan zijn erfelijk materiaal in DNA, maar ook in RNA opslaan. Een retrovirus kan naast zijn RNA ook een reverse-transcriptase in de gastheer krijgen om zich te vermenigvuldigen. De benodigde code is in het virale RNA gecodeerd. Naast dit ribosoom en de vermeerdering van dit RNA laat het virus eiwitten van de capsule maken door de gastheercel.

### Afweer
RNA speelt ook een rol in de cellulaire afweer, vooral actief in planten. Dubbelstrengs RNA zet processen in de cel aan de gang die expressie van dat RNA (het aanmaken van eiwitten, translatie) specifiek remt. Ook leidt dit veel dubbelstrengs RNA tot geprogrammeerde celdood (apoptose). Omdat dubbelstrengs RNA vaak voorkomt bij virale infecties en ontregelde cellen is dit een goede zaak voor de plant.

## Afbraak van RNA
Nucleïnezuren worden in de cel niet alleen aangemaakt, maar ook gesplitst of zelfs helemaal afgebroken. Dit gebeurt met behulp van nucleasen, dat zijn enzymen die de hydrolyse - een ontledingsreactie met water - van de fosfodi-esterbinding op gang brengen of katalyseren.